# White River Entrance
Pour les articles homonymes, voir White River.
La White River Entrance – ou le White River Entrance Historic District – est un district historique américain dans le comté de Pierce, dans l'État de Washington. Protégé au sein du parc national du mont Rainier, cet ensemble architectural comprenant une station de rangers et deux blocs sanitaires est inscrit au Registre national des lieux historiques depuis le 13 mars 1991.